# Biquinha (São Mateus)
A Biquinha é um reservatório de água da cidade de São Mateus construído em 1880, com um sistema de captação de águas das nascentes localizadas no sopé da encosta do vale do Rio Cricaré, abaixo dos terrenos da catedral, para levar água potável, por gravidade, até o chafariz do Porto. Integra o Patrimônio Histórico de São Mateus, caracterizando-se como um dos mais visitados pontos turísticos do município.